# Lâmpada Carcel

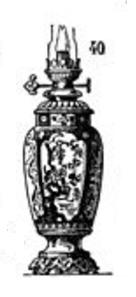
Uma lâmpada de Carcel ornamentada do século XIX. Um mecanismo de relógio na base bombeia o óleo vegetal do reservatório para o queimador no topo.

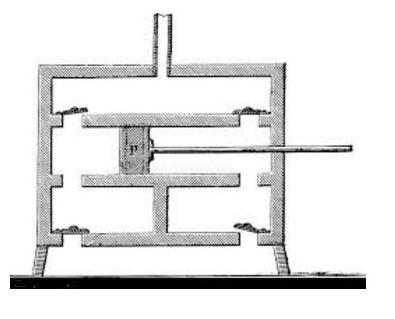
O mecanismo da bomba utilizada para bombear o óleo para o queimador da lâmpada de Carcel de 1800. A bomba estava imersa no óleo do reservatório. O pistão era alimentado por um mecanismo de relógio, que não está representado.

A lâmpada Carcel era um dispositivo de iluminação eficiente utilizado no século XIX para fins domésticos.
A lâmpada foi inventada pelo relojoeiro francês Bernard Guillaume Carcel (1750-1818) para corrigir os problemas das lâmpadas de Argand, então muito utilizadas. Os óleos vegetais, sobretudo o de colza, então disponíveis eram espessos e não subiam pelo pavio. As lâmpadas de Argand eram alimentadas por gravidade, o que obrigava a colocar o reservatório acima do queimador, lançando sombra e fazendo com que a parte superior da lâmpada fosse pesado. Carcel concebeu uma lâmpada com o reservatório de óleo abaixo do queimador, no corpo da lâmpada. Para que o óleo subisse para o queimador, Carcel colocou um mecanismo de relógio na base da lâmpada que impulsionava um pequeno pistão imerso no óleo. A chave para dar corda ao mecanismo do relógio localizava-se na parte inferior da base da lâmpada.
Outra inovação da lâmpada Carcel relacionava-se com o combustível, que era bombeado para os tubos do pavio em volumes superiores aos necessários para a queima, fazendo com que se entornasse no topo para, assim, arrefecer o queimador.
As vantagens citadas por Carcel para a sua lâmpada na patente que apresentou em 1800 em Paris eram que o mecanismo operava autonomamente, que o óleo era usado até a última gota, que a lâmpada permanecia continuamente acesa durante dezasseis horas, sem recarga e que proporcionava iluminação para várias pessoas ao mesmo tempo com um único queimador. 
Mas o dispositivo era complexo, mais caro e o mecanismo muito propenso a avarias. Foram muito populares nas cidades mais prósperas da Europa. O grande inconveniente era que, em caso de avaria, era necessário devolvê-las ao fabricante, que eram sobretudo europeus. Em 1829, foi inventada a lâmpada Moderadora, mais simples e que dispensava o mecanismo de relógio, utilizando apenas um pistão   impulsionado por uma mola. Esta nova lâmpada acabou por substituir a lâmpada Carcel.

## Na literatura
O conto Civilzação (1892) de Eça de Queiroz inclui esta lâmpada entre "os confortos necessários a duas semanas de montanha":
"camas de penas, poltronas, divãs, lâmpadas de Carcel, banheiras de níquel, tubos acústicos para chamar os escudeiros, tapetes persas para amaciar os soalhos."
Edith Wharton, no seu romance Ethan Frome (1911), descreve o "melhor salão", como sendo "fracamente iluminado pelo gorgolejar de uma lâmpada Carcel".